# USS Downes (DD-375)
Pour les autres navires du même nom, voir USS Downes.
L’USS Downes (DD-375) était un destroyer de la marine américaine de la classe Mahan.

## Pearl Harbor

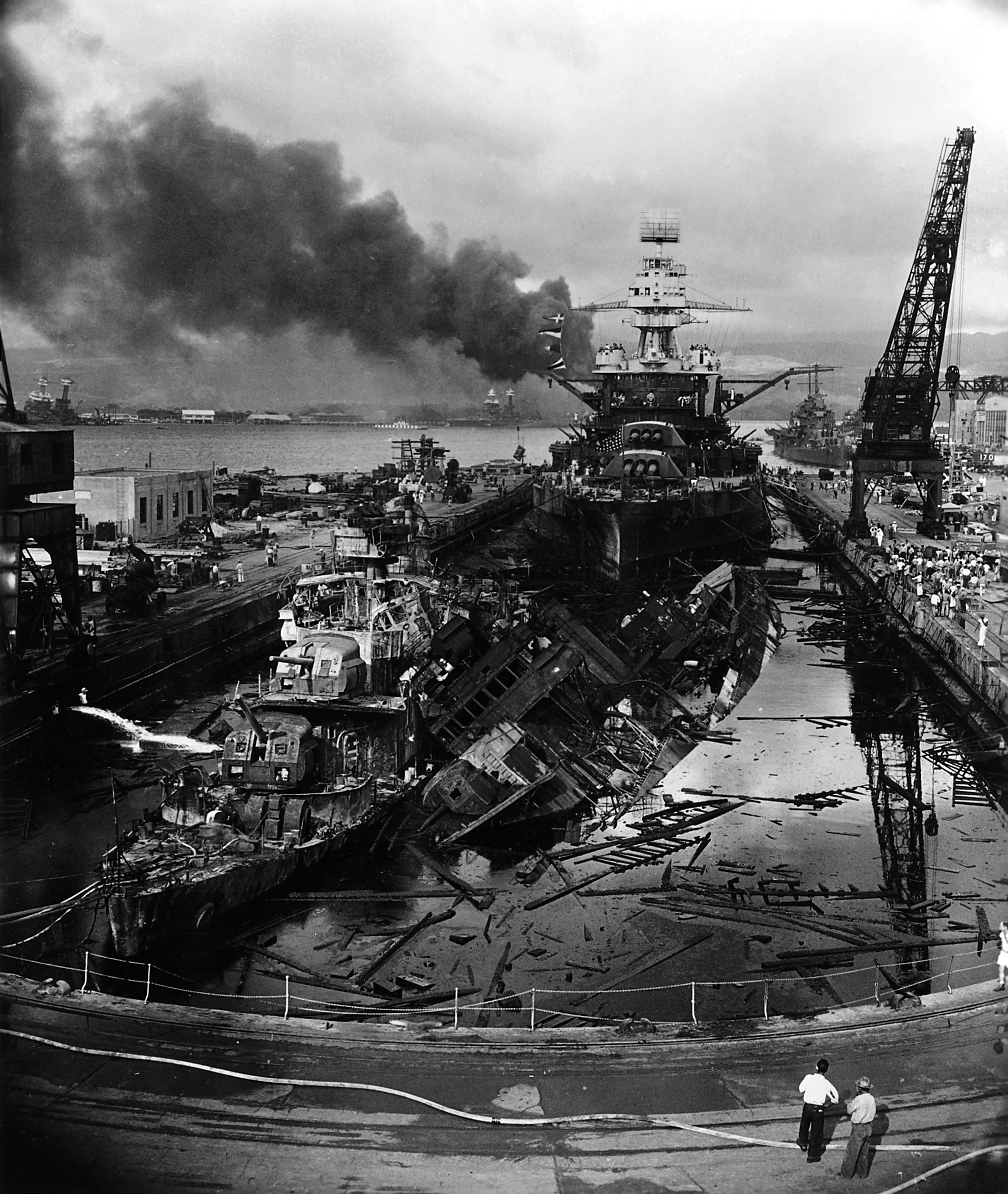
Le Downes et le Cassin devant le Pennsylvania dans la forme de Pearl Harbor, 7 décembre 1941.

Lors de l'attaque de Pearl Harbor, le destroyer Downes était situé dans la grande forme de radoub à l'avant du cuirassé Pennsylvania et à couple du destroyer Cassin. Le 7 décembre 1941, lors de la première attaque, le destroyer est épargné, les Zéro ne faisant que le mitrailler. Les canonniers durent aller chercher leurs pièces dans les ateliers, elles avaient été démontées, ne laissant que les mitrailleuses comme armes de DCA.
Durant l'attaque, les vannes furent ouvertes, laissant entrer l'eau de mer pour éviter une destruction de la porte : les destroyers gagnèrent ainsi une meilleure visibilité pour combattre la deuxième vague. Mais ils vont néanmoins très vite souffrir et le Downes tout comme son voisin vit une bombe de 205 kg exploser entre les deux navires qui lui creva une soute à carburant.
L'incendie devint incontrôlable malgré les lances qu'actionnaient les équipes de sécurité sous le mitraillage des Japonais : certaines munitions explosèrent. Le Downes coula et toucha le fond. L'eau arrivait au ras du pont et le destroyer Cassin se retrouva appuyé sur son côté tribord.
L'évacuation ordonnée, seul un canonnier continua de tirer sur les avions adverses avant de mourir asphyxié par les flammes qui l'entouraient. L'attaque fit au total 12 morts parmi l'équipage.
Le destroyer ne fut finalement pas renfloué. Ses machines démontées équipèrent un nouveau bâtiment, portant le même nom et le même numéro de coque, lancé au chantiers navals de Mare Island. Le nouveau Downes entra en service en novembre 1943 et participera ensuite à la campagne du Pacifique. Retiré du service le 17 décembre 1945, il finit par être vendu le 18 novembre 1947 pour la ferraille.